# Dadao
Dadao (kinesiska: 大道乡, 大道) är en socken i Kina. Den ligger i den autonoma regionen Guangxi, i den södra delen av landet, omkring 200 kilometer väster om regionhuvudstaden Nanning.
Genomsnittlig årsnederbörd är 1 665 millimeter. Den regnigaste månaden är juni, med i genomsnitt 338 mm nederbörd, och den torraste är februari, med 19 mm nederbörd.